# Ursa Minordwerg
Het elliptische dwergsterrenstelsel Ursa Minordwerg genaamd is een lid van de Lokale Groep van sterrenstelsels en staat op slechts 240 000 lichtjaar van ons af. Het is een satellietstelsel van de Melkweg.
Hoewel de totale helderheid van magnitude 10,9 aangeeft dat dit stelsel makkelijk in een niet al te grote telescoop te zien zou moeten zijn is de Ursa Minor dwerg pas in 1954 ontdekt door A. G. Wilson van de Lowell Observatory. De reden is dat het licht van dit dwergstelsel is uitgebreid over een relatief groot oppervlakte en daardoor weinig of niet opvalt tussen de sterren van de Melkweg.